# Vera Storojeva
Vera Storojeva (en russe : Сторожева, Вера Михайловна), née le 7 septembre 1958 à Troïtsk, est une réalisatrice, scénariste et actrice russe.

## Biographie et carrière
Elle est diplômée de l'Université d'État de la culture de Moscou, en 1993.

### Récompenses
En juin 2000, elle a remporté un prix TEFI pour le documentaire Pouchkine vivant.
En 2007, le Prix du public pour Voyage avec des animaux de compagnie (Путешествие с домашними животными) (ru) du Festival du cinéma russe à Honfleur.

## Filmographie
- 2002 : Le Ciel, l’avion, la jeune fille (ru) (Небо. Самолёт. Девушка)
- 2004 : Le Français (Француз)
- 2007 : Voyage avec des animaux de compagnie (Путешествие с домашними животными)
- 2011 : Mon copain est un ange (ru) (Мой парень — ангел)
- 2016 : À louer maison avec tout l'inconfort (Сдается дом со всеми неудобствами)
- 2021 : Maria : Sauver Moscou (ru) (Мария. Спасти Москву)

### Télévision
- 2012 — Divorce (Развод)
- 2019 —Chiffre (Шифр)

### Scénariste
- Trois Histoires.

### Actrice
- Le Syndrome asthénique.